# Allemansrätten

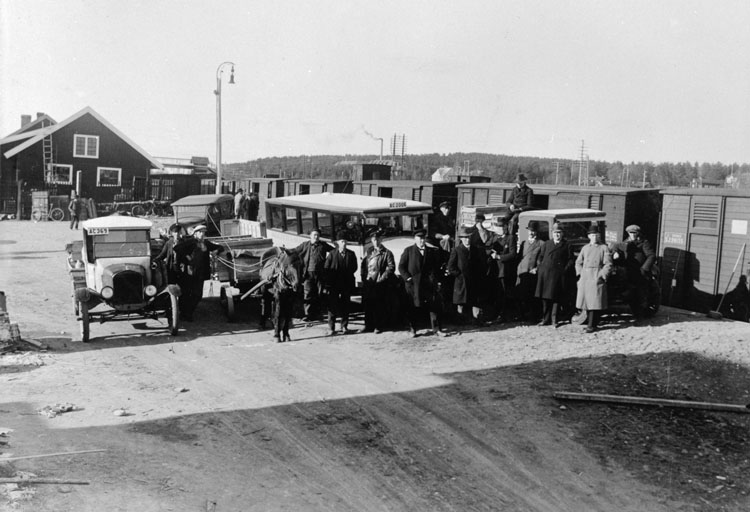
Tyska lingonuppköpare i Skellefteå 1925.

Allemansrätten är en rätt för alla människor att färdas över privat mark i naturen, att tillfälligt uppehålla sig där och till exempel plocka bär, svamp och vissa andra växter. Man kan enkelt säga att allemansrätten är lagar som hjälper folk att vara i naturen utan att förstöra den och ta väl hand om den. Med rätten följer krav på hänsyn och varsamhet mot natur och djurliv, mot markägare och mot andra människor. Ordet syftar främst på rätten så som den förekommer i Norge, Sverige, Finland och genom naturskyddslagen som en funktion även på Island, även om liknande rättigheter finns i glest befolkade trakter i andra delar av världen. Rätten har något olika utformning och innebörd i varje land.
På senare år har allemansrätten explicit skrivits in i lagen i Sverige och Norge, men också i dessa länder grundar sig reglerna till största delen på sedvanerätt och en motsatsvis tolkning av vissa lagregler som anger vad som är förbjudet; motsatsvis tolkning innebär då att det som inte är förbjudet är tillåtet. Innehållet i allemansrätten utformas även genom prejudicerande domar. Det finns förhållandevis få sådana domar så många konflikter mellan markägare och nyttjare av allemansrätten har sin grund i oklarhet om vad allemansrätten exakt omfattar och vad som faller utanför. Dock finns det undantag som exempelvis att allemansrätten ej gäller på industrifastigheter. 
I länder utan allemansrätt brukar det finnas områden i statlig eller kommunal ägo där man kan vandra fritt, såsom nationalparker. Sådana ligger i första hand i glest befolkade områden. Det brukar finnas utpekade vandringsleder med markerade tältplatser. Ett nät av Europaleder som korsar Europa finns.

## Norden
Allemansrätten i Sverige, Finland och Norge grundar sig på en gemensam tradition även om rättigheterna skiljer sig något mellan de olika länderna. Traditionellt skiljde sig sedvanerätten också mellan olika regioner. Rätt att röra sig till fots, att tillfälligt övernatta och att plocka bär och svamp ingår i alla länderna, men den kan vara begränsad till exempel i naturreservat.

### Danmark
I Danmark saknas motsvarigheten till allemansrätt och man har en betydligt strängare syn på allmänhetens tillgång till enskild mark. På privat mark får man inte vistas fritt; i princip får man gå på privata vägar och stigar, men det är ofta problem att vägarna går genom gårdar eller att markägare spärrar av. På natten får man inte alls vara i skogen utan tillstånd. På statlig och kommunal mark är det friare och man får numera[sedan när?] tälta i vissa statliga skogar. Förbud mot fri tältning gäller även på Färöarna.

### Finland
I Finland är begreppet (finska: jokaisenoikeus, också jokamiehenoikeus; svenska: allemansrätten, allmän nyttjanderätt) till största delen icke kodifierat och regleras främst genom inskränkningar via skilda lagar. Myndigheter ger information och rekommendationer om vad begreppet omfattar, men dessa har ingen rättslig betydelse. Begreppet nämns dock i naturvårdslagen, med förbud mot att sätta upp förbudsskyltar och i strafflagen, där plockning av bland annat bär undantas från bestämmelser om stöld och olovligt brukande.
Till skillnad från vad som gäller i Sverige krävs alltid markägarens lov för att göra upp lägereld eller annan öppen eld. För användning av stormkök eller motsvarande markisolerade apparater krävs inte tillstånd, eftersom elden då inte anses som öppen eld. På frilufts- och campingområden finns det ofta särskilda platser där det är tillåtet att göra upp eld. Tillstånd kan gälla generellt på vissa villkor, exempelvis inom delar av nationalparker och ödemarksområden. Detta kan begränsas vid särskilda tillfällen såsom vid torka eller vind, då risken för skogsbrand, gräsbrand eller annan eldsvåda är uppenbar.
På Åland gäller liknande regler. Det är god sed att be om markägarens tillstånd att övernatta. Om detta inte låter sig göras är det tillåtet att tälta eller övernatta i båt ett dygn.

### Norge
I Norge är allemansrätten (norska: allemannsrett) till sina huvudprinciper reglerad i ”friluftsloven” (friluftslagen) från 1957. Allemansrätten gäller alltid i ”utmark” (allt som inte är tomtmark, odlad mark och liknande) och bara delvis i inmark (på tomter med bostadshus och liknande); medan man får tälta på samma plats högst två dygn i låglandet, finns ingen sådan begränsning i höglandet. Dock finns det ett undantag för nyplanterad och ung skog, som räknas under samma regel som "inmark", och där man därför inte får vistas även om skog i allmänhet räknas som "utmark". Det är tillåtet att fritt plocka bär (undantag: rätten att plocka hjortron i Nordnorge är begränsad) och svamp och att tälta. Fiske i havet ingår i allemansrätten, med begränsningar i fiskemetoder. I insjöar måste man ha ägarens tillstånd (till exempel fiskekort av markägaren plus ett statligt fiskekort).

### Sverige
Runt sekelskiftet 1900 ansågs sedvänjan att det står var och en fritt att plocka bär i skog och mark vara "rådande av ålder".
| ” | Stockholm den 3 febr. Enligt hvad N.D.A. inhämtat, har inom justitiedepartementet utarbetats ett utkast till lag om rätt till bärplockning och tillvaratagande af vissa andra naturalster. Genom den första paragrafen beredes ägare och brukare af jord erforderligt skydd mot obehörigt intrång af bärplockare å områden, som med hänsyn till deras närbelägenhet intill bostäder böra vara fredade. I en följande paragraf fastslås den med det af ålder rådande föreställningssättet öfverensstämmande grundsatsen, att bär i skog och mark må fritt plockas af hvem som helst, såvida det kan ske utan skada å skog eller stängsel. Denna grundsats modifieras genom följande bestämmelser. Så kan nämligen ägaren eller brukaren af en fastighet, när han själf vill tillgodogöra sig bärskörden, hos k. bfhde i länet utverka förbud mot bärplockning af allmänheten å ett eller flera bestämda inhägnade områden om tillhopa högst 20 hektars ytvidd. Sådant förbud för viss tid kan vidare meddelas beträffande områden, å hvilka uppväxande skogsplantor skulle kunna skadas genom bärplockningen. För att förläna de sålunda föreslagna bestämmelserna erforderlig effektivitet, föreslås bötesstraff för oloflig bärplockning å annans mark, hvarom stadgande införts i ett särskildt utkast till vissa ändringar i strafflagen. Den på dessa principer byggda lagstiftningen bör uppenbarligen äga giltighet äfven för Norrland, där de stora skogarna enligt förslaget komma att stå öppna för bärplockning af hvar man. Slutligen må framhållas, att den ifrågasatta lagstiftningen ej endast gäller lingon, utan äfven vissa andra bärsorter, särskildt blåbär, hallon, smultron och hjortron, hvilka nu äro föremål för plockning till afsalu. I detta sammanhang har äfven rätten att tillvarataga vilda blommor och örter samt svamp, äfvensom tall- och grankottar, blifvit reglerad genom lagförslaget. | „ |

Uttrycket allemansrätt etablerades efter andra världskriget (1940-talet) som följd av en fritidsutredning som tillsattes 1937. Med den andra lagstiftade semesterveckan önskade man från myndigheternas sida ta fram åtgärder som kunde underlätta för tätorternas befolkning att komma ut i naturen.
Sedan 1994 finns följande inskrivet i regeringsformen: ”Alla ska ha tillgång till naturen enligt allemansrätten [...]”. Den lagtext som i praktiken styr allemansrätten ingår i huvudsak i 2:a och 7:e kapitlet miljöbalken. Det enda som uttryckligen finns skrivet om allemansrätten i miljöbalken är dock: "Var och en som utnyttjar allemansrätten eller annars vistas i naturen skall visa hänsyn och varsamhet i sitt umgänge med den". Naturvårdsverket sammanfattar allemansrätten i orden ”Inte störa – inte förstöra”.
Eftersom allemansrätten inte definieras explicit kan den ses som negativt definierad, på så sätt att allemansrätten är det utrymme som lämnas kvar eftersom det inte faller under straffrättsliga regler som åverkan, reglerna om skadeståndsansvar eller möjligheten för en markägare att begära förbud mot en viss verksamhet.
Som exempel har det ansetts som stöld att kommersiellt plocka stora mängder fönsterlav. Det går att meddela förbud att vistas på mark om det medför förfång eller olägenhet för markägaren. En arrangör av forsränning förklarades av Högsta domstolen sakna rätt att organisera forsränning på en annan persons mark, efter det att omfattningen av aktiviteterna medfört skador på fastigheten och olägenheter för fastighetsägaren.
Under 2000-talet har diskussionen runt allemansrättens reella ursprung, dess inskränkningar och konflikt med äganderätt och hemfrid ökat.

#### Konflikter
En fråga som behandlades ingående i början av 1900-talet och som fortfarande debatteras är huruvida allemansrätten omfattar eller skall omfatta kommersiell eller annan organiserad verksamhet, exempelvis bärföretag med inhyrda plockare, organiserad ridning, skidspår, tävlingsverksamhet med mera. Lantbrukarnas riksförbund i Sverige (LRF) säger sig värna om den individuella friheten, men man är en av aktörerna och driver frågan att all organiserad verksamhet skall ha markägares tillstånd. Naturvårdsverket i Sverige tillsatte 2011 en expertgrupp för att närmare utreda frågan.
Den finska lantbrukarorganisationen Centralförbundet för lant- och skogsbruksproducenter (MTK) är på samma linje: storskaligt kommersiellt utnyttjande av naturen skall inte anses omfattas av allemansrätten. Förbundets jurist anser att man får njuta av naturen inom ramen för allemansrätten, men inte utnyttja den.. Den nuvarande lagen gör dock inte skillnad mellan privat och kommersiell verksamhet.

## Utanför Norden
I Europa finns det liknande, men mer begränsade möjligheter för allmänheten i bland annat Estland, Skottland, Frankrike, Tyskland, Tjeckien, Österrike och Schweiz. I allmänhet har man i dessa länder tydligare definierat vad man får respektive inte får göra och det finns oftast ingen samlad ”rätt” beskriven.

### Estland
I Estland ger allemansrätten (estniska: igaüheõigus) liknande rättigheter som i Sverige, men man har inte rätt att tälta eller göra upp eld utan markägarens tillstånd.

### Storbritannien
I England har allmänheten generellt sett inte tillgång till enskild mark, utom vad gäller rätten att använda hävdvunna rutter (”public pathway” och ”public bridleway” för stigar där man har rätt att gå respektive också rida). En ny lag år 2000 (Countryside and Rights of Way Act) om begränsad allemansrätt har dock ökat allmänhetens rättigheter. Lagen gäller endast vissa typer av mark, och rätten skiljer sig åt mellan olika områden.
Den skotska allemansrätten ger däremot obehindrat tillträde till all mark och alla sjöar, förutsatt att man inte förstör eller saboterar jordbruk. Man får också tälta. Rättigheterna kodifierades genom lag år 2003 (”Land Reform (Scotland) Act 2003”).

### Tyskland, Österrike, Schweiz
Det är i princip fritt att till fots beträda skogar, privatvägar och liknande i Tyskland ("Betretungsrecht"), Österrike ("Wegefreiheit") och Schweiz, om man inte stör eller orsakar skada. Man får cykla på privatvägar. Det kan finnas undantag som markeras särskilt. Schweiz anses lite friare än de två andra länderna. Tältning kan gå bra i Schweiz, dock inte i Tyskland eller Österrike.